# Apsilochorema banksi
Apsilochorema banksi är en nattsländeart som först beskrevs av Martin E. Mosely 1941.  Apsilochorema banksi ingår i släktet Apsilochorema och familjen Hydrobiosidae. Inga underarter finns listade i Catalogue of Life.